# Iphiaulax marathwadensis
Iphiaulax marathwadensis är en stekelart som beskrevs av Kurhade och Nikam 1998. Iphiaulax marathwadensis ingår i släktet Iphiaulax och familjen bracksteklar. Inga underarter finns listade i Catalogue of Life.